# فیلیپه آزودو (بازیکن فوتبال)
فیلیپه آزودو (انگلیسی: Filipe Azevedo؛ زادهٔ ۲۱ ژانویهٔ ۱۹۷۵) بازیکن فوتبال اهل فرانسه است.
از باشگاه‌هایی که در آن بازی کرده‌است می‌توان به باشگاه ورزشی اولیاننسه، باشگاه فوتبال المپیک مارسی، باشگاه فوتبال پنافیل، باشگاه فوتبال سالگیروش، باشگاه فوتبال آلورکا، باشگاه ورزشی لیماسول، باشگاه فوتبال لوکوموتیو مسکو، و باشگاه فوتبال سدان اشاره کرد.